# PROMISED MELODIES
『PROMISED MELODIES』（プロミスド・メロディーズ）は、日本の音楽ユニット・face to aceの6枚目のオリジナル・アルバム。

## 概要
デビュー10周年を迎えリリースされた、前作『PEAKS』以来、約2年ぶりとなるオリジナル・アルバム。
face to ace初のACEによるギターインストゥルメンタル曲を収録している。

## 収録曲
1. HISTORIA
2. 約束の旋律
3. ACROSS THE DAWN
4. MY SKY
5. 残照
6. 荒野
7. SUSPECT
8. BE ALIVE
9. silence
10. 灯